# Новосовєтський
Новосовє́тський (рос. Новосоветский) — селище у складі Єгор'євського району Алтайського краю, Росія. Входить до складу Новоєгор'євської сільської ради.

## Населення
Населення — 29 осіб (2010; 42 у 2002).
Національний склад (станом на 2002 рік):
- росіяни — 90 %